# ATT (企業)
ATT株式会社（ATT Co., Ltd. ）は、かつてポリウレタン製品並びにスマートフォン向け保護フィルムの卸販売などを手がけていた日本の企業。

## 概要
2006年9月に北海道にて、ライトガイドの製造を行う企業として設立。その後、ポリウレタン製品並びにスマートフォン向け保護フィルムの卸販売に進出し、国内の商社はもちろんのこと、中国の現地子会社を通して中国国内にも販路を広げてきた。
しかし、スマートフォンの普及から売上が減少。2012年に本社を北海道から東京都墨田区へ移転。2017年6月に当時の社長が循環取引を行っていたことを取引先に電子メールで告白（後述）。同年8月28日に東京地方裁判所から破産手続開始決定を受けた。負債総額は89億9800万円。

## 沿革
- 2006年9月 - ライトガイドの生産を目的として設立。
- 2008年
  - 7月 - ISO認証取得。
  - 9月 - 東京営業所開設。
- 2009年2月 - 関西営業所並びに物流センターを開設。
- 2010年
  - 7月 - 光学用保護フィルムの販売を開始。
  - 8月 - 自己修復ウレタンの販売を開始。
- 2011年9月 - 北海道工場を閉鎖。
- 2012年12月 - 本社を東京都へ移転。
- 2017年
  - 6月22日 - 社長が循環取引を行っていたことを取引先に電子メールで告白し、循環取引を行っていたことが明るみとなる。
  - 8月28日 - 東京地方裁判所から破産手続開始決定を受ける。
- 2022年2月28日 - 法人格消滅。

## 循環取引
2017年6月22日に、当時の社長がKISCO株式会社や藤光樹脂株式会社（藤倉化成株式会社の子会社）などの取引先に対し、循環取引を行っていたことを電子メールで告白した。
KISCOは2017年6月27日に特別調査委員会を設置し、同年6月30日までの提出期限となっていた2017年3月期有価証券報告書を、同年8月31日まで提出期限を延長する承認を受けた。藤倉化成も同年7月19日に特別調査委員会を設置した。
両社は、関係する人物に対して事情聴取を行った。藤倉化成が行った調査では、2017年6月10日に中国企業から入金されるはずの約4億2000万円の入金がされず、その後社長と連絡が取れなくなったという。同年6月23日にATT社員名で、架空取引を謝罪するメールが届いたという。KISCOは東京商工リサーチの取材に対し、「循環取引で損害を被った可能性がある」とコメントした他、ATT関係者も経営悪化の事実を認めた。被害額は総額で約100億円に上るという。
KISCOは2017年8月14日に調査結果を公表し、同年8月31日に2017年3月期有価証券報告書と訂正処理を行った2014年3月期から2016年3月期までの有価証券報告書を近畿財務局へそれぞれ提出した。藤倉化成も同年8月9日に貸倒引当金繰入額を計上した他、同年11月10日に調査結果を公表した。
ATT元社長も、後に東京地方裁判所から破産手続開始決定を受けた。ATTの主力取引先であったコスタトレーディング株式会社、株式会社MOTOE、株式会社マリンの3社も2019年1月31日に東京地方裁判所から破産手続開始決定を受けた。